# Anoxycalyx joubini
Anoxycalyx joubini,  Scolymastra joubini — вид шестипроменевих губок з родини Rossellidae ряду Lyssacinosida. Губки цього виду можуть досягати віку до 10 тисяч років. Це найбільший вік серед всіх відомих видів тварин.

## Опис
Дорослі губки можуть досягати довжини до 2 м і діаметру до 1,7 м. Колір цих губок варіює від блідо-жовтого до білого.

## Ареал
Вид поширений в антарктичних водах аж до Південних Шетландських островів на глибині від 45 до 441 м.

## Історія відкриття
Губка Anoxycalyx joubini була виявлена під час французької антарктичної експедиції 1908—1910 років під керівництвом Жана-Батіста Шарко. Вперше вона була описана французьким фахівцем з губок Емілем Топсеном (фр. Emile Topsent) в 1916 році. Вид був названий на честь Луї Жубена (фр. Louis Joubin), професора Зоологічного музею в Парижі.

## Особливості біології
Серед усіх видів тварин губка Anoxycalyx joubini має найповільніший обмін речовин і найнижче споживання кисню. У 1996 році Томас Брей (Thomas Brey) і Сюзанна Гатті (Susanne Gatti) на підставі вимірювання споживання кисню вирахували вік губки, привезеної з експедиції бремерхафенським судном «Поларштерн». Він склав 10 000 років. Це сталося після того, як американський вчений Пол Дейтон (Paul Dayton) протягом десяти років ледве міг встановити зростання губки.
Основними природними ворогами губки є задньожаберний молюск Doris kerguelenensis і морська зірка Acodontaster conspicuus.